# Maison Le Belvédère
La maison Le Belvédère est une folie construite au XIXe siècle dans la commune de Bléré,  département français d'Indre-et-Loire.
Construit sur le modèle du château parisien de Bagatelle, le bâtiment est inscrit au titre des monuments historiques en 1972.

## Localisation
La maison du Belvédère est construite dans le centre-ville de Bléré sur la rive gauche du Cher.

## Histoire
Sur le modèle des folies parisiennes, la maison est construite entre 1820 et 1830, voire en 1831-1832. La même incertitude concerne son architecte : Louis-Eugène Fanost ou Sylvain Chastaignier. Son premier propriétaire est Auguste Marcel. En 1877, le docteur Auguste Chaumier, qui l'a rachetée un peu plus tôt, fait surélever une partie du rez-de-chaussée. En 1958, elle appartient au lieutenant Ratbert Guillemot, concurrent en 1919 du raid aérien Paris-Dakar à bord d'un Farman F.60 Goliath et venu se fixer en Touraine dans les années 1950,.
L'édifice est partiellement inscrit (toitures, façades et intérieur du belvédère) au titre des monuments historiques par arrêté du 27 avril 1972.

## Description

### Architecture extérieure

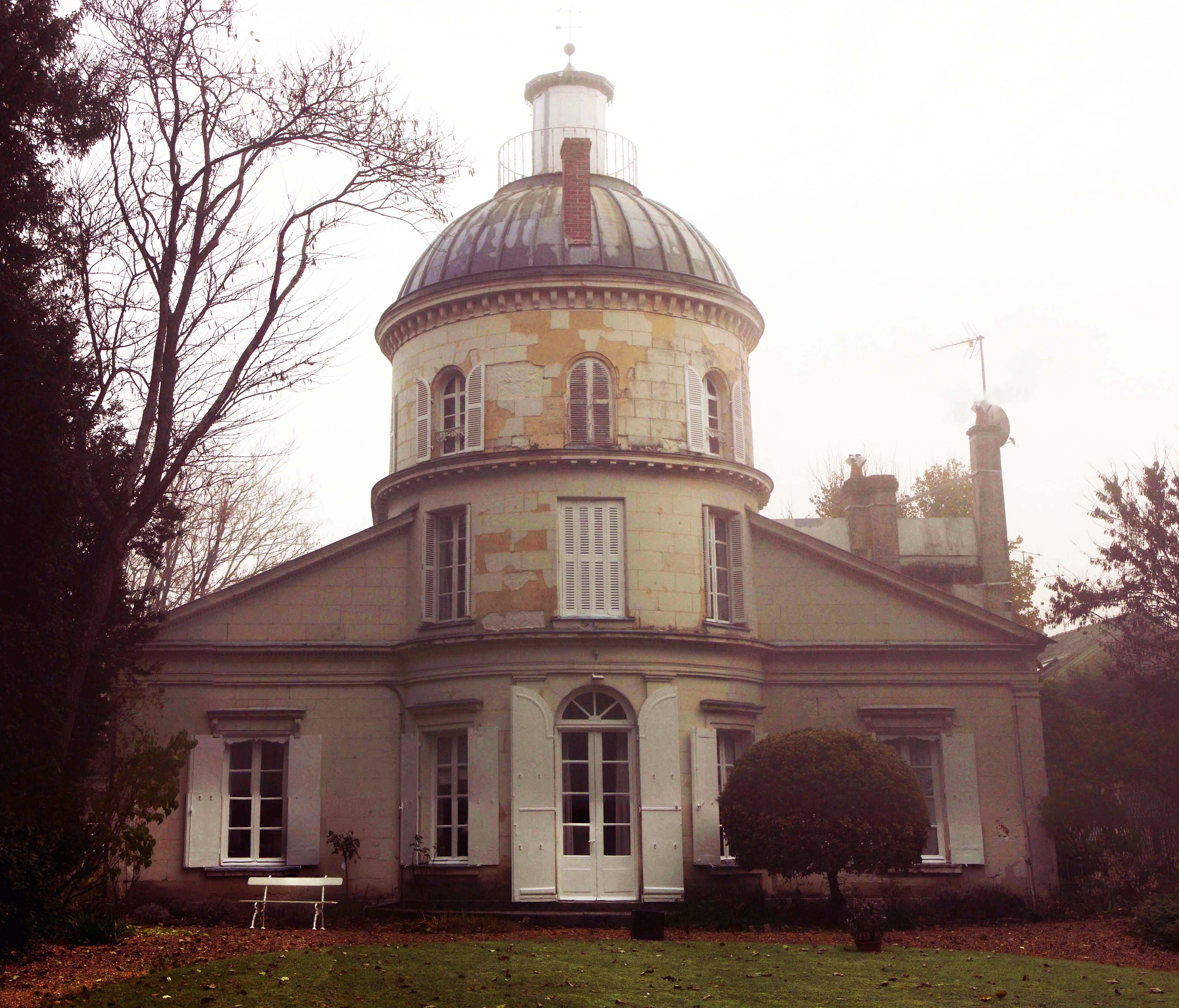
Façade côté jardin.

La maison de style Restauration est fortement inspirée, à échelle réduite, du château de Bagatelle construit dans le bois de Boulogne.
Elle se compose d'un pavillon central à un étage, complété par deux ailes sans étage, le tout en grand appareil de tuffeau. Sur les deux façades, un fronton triangulaire occupant toute la largeur du bâtiment adoucit la différence de hauteur entre les différents corps.
Côte jardin, vers l'ouest, une rotonde à deux étages et partiellement engagée dans le pavillon central. Elle est couverte par un dôme en zinc qui se termine par une fine balustrade en fer forgé qui donne son nom à la maison. La rotonde est accessible par une porte flanquée de deux pilastres d'ordre dorique.

### Décor intérieur

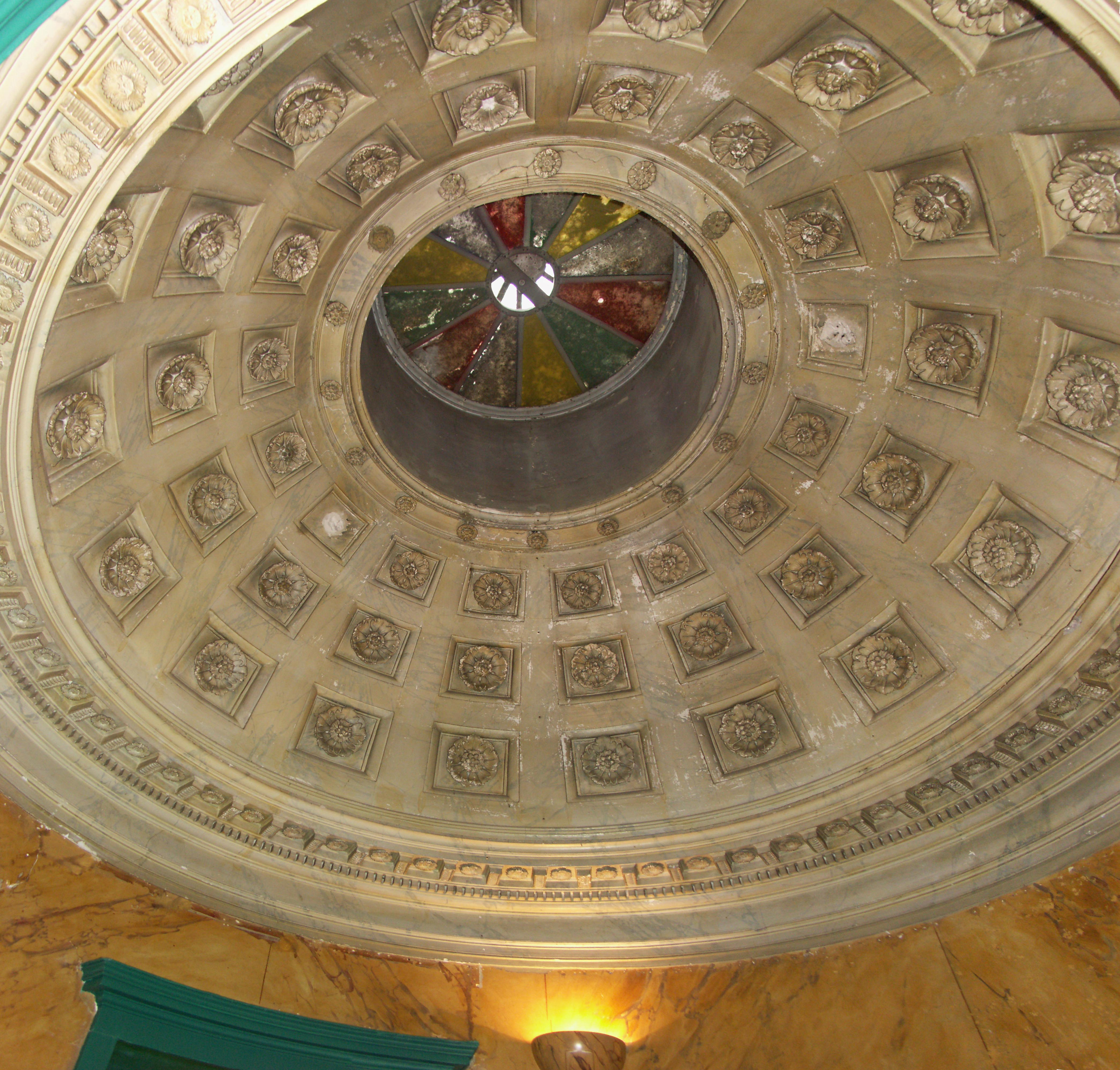
Coupole intérieure.

Toutes les pièces sont rondes, ovales, ou possèdent des angles adoucis ; leurs décors sont réalisés en boiseries et en stuc.
Une escalier tournant en charpente muni d'une rampe décorée de motifs végétaux en fonte et bronze permet d'accéder aux étages et au sommet du dôme. La coupole intérieure de ce dernier est divisée en caissons peints et ornés de rosaces ; elle est percée à son sommet d'un oculus vitré à douze facettes.

## Pour en savoir plus